# Luís Figo
Luís Filipe Madeira Caeiro Figo (* 4. listopadu 1972 Almada), zkráceně Luís Figo, je bývalý portugalský profesionální fotbalista, který hrával na pozici křídelníka. Svoji hráčskou kariéru ukončil v roce 2009 v italském Interu Milán. Mezi lety 1991 a 2006 odehrál také 127 zápasů v dresu portugalské reprezentace, ve kterých vstřelil 32 branek.
Během své kariéry oblékal dres Sportingu Lisabon, Barcelony, Realu Madrid a Interu Milán. Pelé ho roku 2004 zařadil mezi 125 nejlepších žijících fotbalistů.

## Klubová kariéra

### Slibné začátky
Vyrůstal v nepříliš zámožné rodině jako jedináček. Jeho otec se jmenoval Antonio Joan a jeho matka Marie Joanová. Jelikož byl venkov chudý, mladí odcházeli do velkých měst (Porto nebo Lisabon), kde viděli svoji budoucnost. Proto se již v 11 letech odstěhoval od rodičů a šel za svým snem – fotbalem – do metropole. Figovo mládežnické působiště se nazývalo OS Pastilhas. Asi právě tomuto celku velmi vděčí za to, jaký fotbalista z něj v současnosti je. V roce 1989 si ho do své proslulé fotbalové akademie vybral Sporting Lisabon. Ve Sportingu pod vedením Bobbyho Robsona a od sezóny 1994/95 Carlosem Queirozem dozrál v komplexního fotbalistu. Na jaře roku 1995 o něho stály špičkové evropské kluby. Real Madrid, Barcelona, Parma a Juventus se o tohoto fotbalového génia doslova rvaly.

### Španělská pohádka
Figo podepsal smlouvu s italským Juventusem, ale Parma tvrdila, ze už s Figem uzavřela ústní dohodu. Italské fotbalové instituce celý případ vyřešily tím, že uložily Figovi zákaz startu v Itálii na dva roky. A tak se objevila Barcelona, která si pojistila tolik žádané Figovy služby. V Barceloně se jeho fotbalové umění stalo téměř dokonalé. Jeho pojetí hry bylo ofenzivní, ovšem role hrotového útočníka mu nikdy nevyhovovala. Jeho síla spočívala v připravování gólových situací, v přesných, chytrých a nečekaných přihrávkách. Stal se z něj opravdový tvůrce hry a to mu vyneslo v Barceloně neotřesitelnou pozici kapitána a po právu tak byl velkým miláčkem fanoušků. Díky svým dravým výpadům si vysloužil dokonce přezdívku „Žralok“. S kapitánskou páskou dovedl katalánský velkoklub k mnoha úspěchům – patří mezi ně 2 mistrovské tituly ze sezón 1997/98 a 1998/99, 2 vítězství ve španělském poháru, prvenství v Poháru Vítězů Poháru a evropský Superpohár. Ale po pěti letech se rozhodl pro radikální životní krok. Vyměnil barcelonský Nou Camp za madridský stadion Santiaga Bernabeua – přestoupil k úhlavnímu rivalovi – Realu Madid.

### Z oblíbence zrádcem

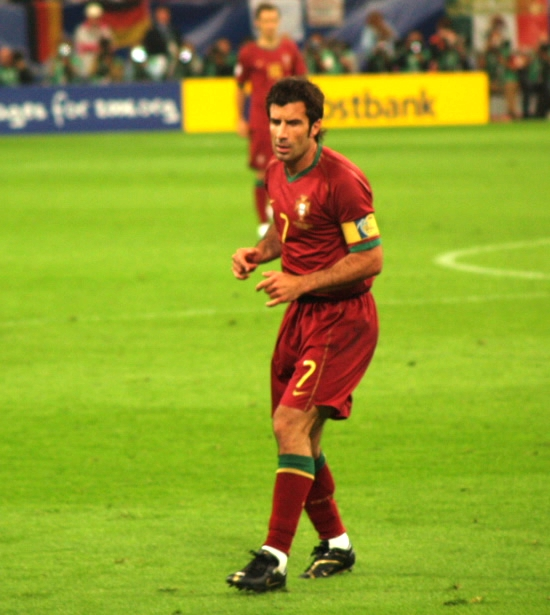
Luís Figo

Přestup z Barcelony do konkurenčního Realu Madrid z něj udělal nejdražšího fotbalistu všech dob. Stál v přepočtu téměř 2,2 miliardy korun.[zdroj?]
Byla to závratná suma, víc než dvojnásobná, než kolik dal Inter Milán v roce 1997 za Brazilce Ronalda, který byl tehdy v kurzu. Ale nový prezident Realu Florentino Pérez potřeboval něčím oslnit veřejnost – fanouškům totiž slíbil, že když vyhraje prezidentské volby, do Madridu přivede právě Figa.
O rok později se nejdražším hráčem v historii stal Figův spoluhráč Zinedine Zidane.
Podobnou cestu dříve zvolili Bernd Schuster a Michael Laudrup, ale žádný přestup nevyvolal zdaleka takovou bouři emocí jako Figův. Ti fanoušci Barcy, a nebylo jich málo, kteří mu přáli jedině neúspěch v dresu bílého baletu, se nedočkali. Figo se v novém klubu okamžitě dostal do role lídra a hravě si získal srdce fanoušků na madridském stadionu. Ve stylu sobě vlastním, fantastickým driblinkem a přesnými centry, dokonale ovládl prostor u pravé postranní čáry.
Před sezónou královský klub sebevědomě prohlašoval, ze prvotním cílem pro sezónu 2000/01 byl, navzdory náročnému programu Ligy mistrů, vyhrát domácí titul. Cíl se podařilo naplnit a podstatnou měrou tomu přispěly Figovy vynikající výkony. Trenér Vicente del Bosque nepovolil Figovi skoro žádnou chvilku na odpočinek, nasazoval ho do mistrovských a pohárových zápasů a samozřejmě v Lize mistrů. A to nezapomínejme na Figův divoký odchod z Barcelony. Při prvním vzájemném utkání po přestupu byla všude cítit nenávist k portugalskému playmakerovi. Padala velice ostrá slova. Nadávali mu všelijak: Chamtivec, Zrádce, Jidáš a mnoha a mnoha dalšími slovy. Ale nic z toho se nevyrovná tomu, co si nacvičili Katalánští příznivci hned na již zmiňovaný první zápas mezi Barcelonou a Realem Madrid. Začali totiž všichni najednou skandovat: „Figo portugués, hijo de puta es!“ Doslova se to dá přeložit takto: „Portugalec Figo , to je zkurvysyn!“ Je až skoro neuvěřitelné, jak velká je nenávist příznivců Barcelony k Figovi. Přesto ze všech hráčů Realu si Figo v první sezóně připsal největší počet gólových přihrávek a vyrovnal vlastní střelecké maximum z dob v katalánském velkoklubu. To jen dokazovalo, ze přestup do Madridu byl správným krokem.
Pokročil i v soukromém životě. Začátkem května 2001 se tajně oženil, na což se přišlo až po dvou měsících. Vzal si švédskou modelku Helen Svedinovou, s níž má Figo 3 dcery – Danielu, Martinu a Stelu. S Realem získal jak španělský titul, tak i trofej pro vítěze Ligy mistrů v roce 2002. Ovšem po příchodu brazilského trenéra Luxemburga a anglického kapitána Davida Beckhama do Madridu přestala být jeho role v Realu tak jistá a rozhodl se pro další životní krok, po pěti letech přestoupil do Interu Milán, kde v roce 2005 podepsal smlouvu na dva roky.
Během svého působení v dresu Interu Milán vyhrál 4krát Italskou ligu, jednou Italský pohár a třikrát Italský superpohár.
Jeho snem vždy byla anglická Premier League, kterou si ale nikdy nezahrál. Před koncem jeho kariéry se spekulovalo, že si Luís Figo prodlouží kariéru v Číně či Saúdské Arábii – přesněji v klubu Al Ittihád. Jenže úspěšný fotbalista po sezoně skončil s profesionální hráčskou kariérou. Na svých stránkách se vyjádřil takto: „Jsem rád, že svůj poslední den v roli fotbalisty prožiji, když budeme slavit s Interem čtvrtý italský titul za sebou.“

## Reprezentační kariéra
Figo prošel všemi mládežnickými reprezentacemi Portugalska a dosáhl s nimi velkých úspěchů. Na mistrovství Evropy 1989 do 16 let v Dánsku získal zlatou medaili. O dva roky později na domácím mistrovství světa opět dosáhl na zlato. Na mistrovství Evropy 1992 do 18 let v Maďarsku a na mistrovství Evropy 1994 do 21 let ve Francii získala „zlatá generace“ stříbrné medaile. Se seniorskou portugalskou reprezentací žádných větších úspěchů nedosáhl, tedy kromě druhého místa na domácím Euru 2004, kde se poprvé rozloučil s reprezentací. Ale v následující kvalifikaci o MS 2006 v Německu se ještě nechal přemluvit, aby reprezentaci na závěrečný turnaj pomohl a do portugalského dresu s číslem 7 se vrátil. V Německu s reprezentací dosáhl na čtvrté místo a tím se Luis s národním týmem na dobro rozloučil.

## Osobní život
Po skončení hráčské kariéry se stal ambasadorem Interu Milán. Stal se členem sportovní komise UEFA. V roce 2015 kandidoval ve volbách na post předsedy FIFA.

## Úspěchy

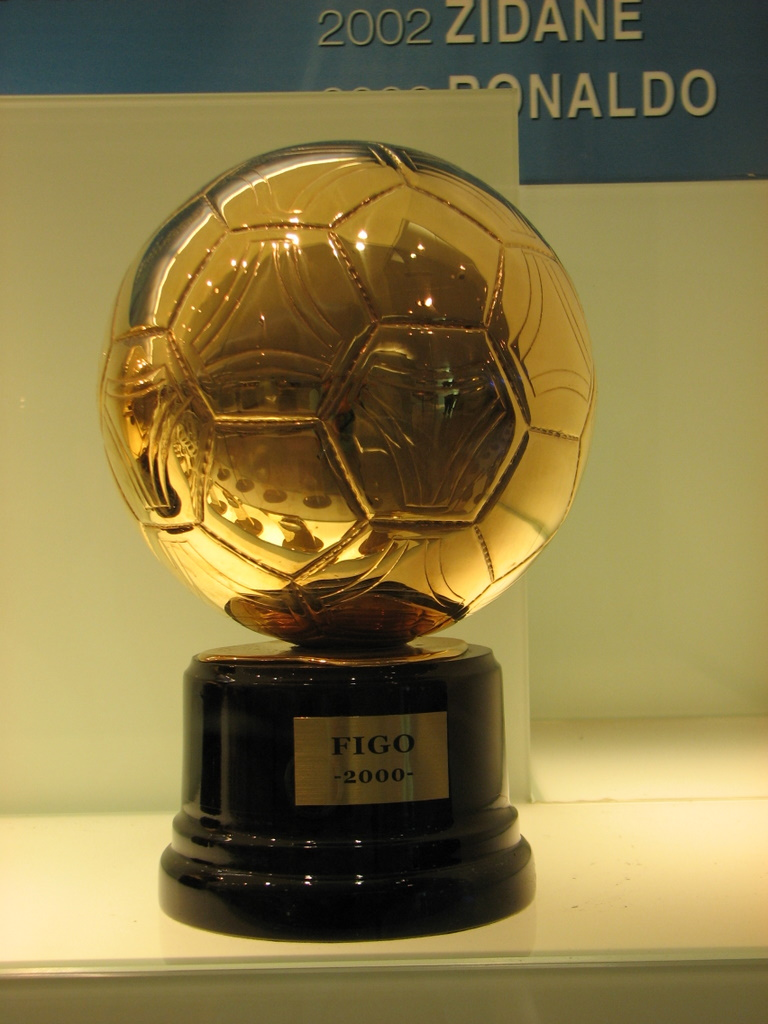
Figův Zlatý míč

### Klubové

#### Sporting CP
- Portugalský pohár: 1995
- Portugalský superpohár: 1995

#### FC Barcelona
- La Liga: 1997/98, 1998/99
- Španělský pohár: 1996/97, 1997/98
- Španělský superpohár: 1996
- Pohár vítězů pohárů: 1996/97
- Superpohár UEFA: 1997

#### Real Madrid
- La Liga: 2000/01, 2002/03
- Španělský superpohár: 2001, 2003
- Liga mistrů UEFA: 2001/02
- Superpohár UEFA: 2002
- Interkontinentální pohár: 2002

#### Inter Milán
- Serie A: 2005/06, 2006/07, 2007/08, 2008/09
- Italský pohár: 2005/06
- Italský superpohár: 2005, 2006, 2008

### Reprezentační

#### Portugalsko
- Mistrovství světa: (4. místo) 2006
- Mistrovství Evropy: (finalista) 2004, (3. místo) 2000
- Mistrovství světa U20: 1991

### Individuální
- Držitel Zlatého míče pro nejlepšího fotbalistu Evropy: 2000
- Nejlepší fotbalista světa: 2001
- Fotbalista roku v Portugalsku: 1995, 1996, 1997, 1998, 1999, 2000
- Portugalský Zlatý míč: 1994
- člen FIFA 100 [1]

#### Vyznamenání
- důstojník Řádu prince Jindřicha – 5. července 2004[4]
- Řád Naší milé Paní z Villa Vicosy – Braganzové